# Marqués de Comillas
Marqués de Comillas é um município do estado do Chiapas, no México. A população do município calculada no censo 2005 era de 8.538 habitantes.